# Свой крест (фильм)
«Свой крест» — советский двухсерийный фильм 1989 года режиссёра Валерия Лонского, снятый по мотивам повести Юрия Трифонова «Другая жизнь».

## Сюжет
Сергей Троицкий работает над исторической диссертацией на тему деятельности охранного отделения в 1917 году, в ходе чего занимается поиском не только документов, но и ещё живых свидетелей, а также сотрудников или тайных агентов охранки, или их родственников.

Молодой историк Сергей Троицкий полез куда не надо — откопал тайные списки агентов царской охранки, и в этих списках нашел фамилии ещё не разоблаченных стукачей и провокаторов. Начал своё личное расследование, и сам угодил в ловушку.— критик Валерий Кичин
Так исследование прошлого приводит его в настоящее время, что вызывает недовольство очень влиятельных людей. Несмотря на сильное давление, он продолжает свои исследования, но неожиданно и странно умирает. Его исследование теперь становится крестом его жены Ольги.

## В ролях
| Актёр               | Роль                         |
| ------------------- | ---------------------------- |
| Виктор Раков        | Сергей Троицкий              |
| Елена Яковлева      | его жена Ольга               |
| Елена Аминова       | Дарья Мамедовна              |
| Анна Баженова       | Ира                          |
| Игорь Бочкин        | Гена Климук                  |
| Виктор Гоголев      | Евгений Алексеевич Кошельков |
| Анатолий Грачёв     | художник Валера Васин        |
| Мария Пастухова     | мать Сергея                  |
| Елена Кузьмина      | сестра Сергея                |
| Андрей Ростоцкий    | Николай II                   |
| Андрей Харыбин      | Владимир Ильич Ленин         |
| Галина Петрова      | женщина из сна               |
| Любовь Руденко      | Марья Климук                 |
| Елена Скороходова   | Зика Васина                  |
| Светлана Харитонова | тётя Паша                    |
| Дарья Фекленко      | Алёна                        |
| Анатолий Котенёв    | Фёдор                        |
| Всеволод Абдулов    | Эдуард Кисловский            |
| Людмила Иванилова   | жена Фёдора Луиза,           |
| Александр Боровиков | внук Кошелькова Пантелей     |
| Олег Вавилов        | мужчина в купе               |

и другие.

## Литературная основа
Фильм по мотивам повести Юрия Трифонова «Другая жизнь» (впервые опубликована в журнале «Новый мир», № 8, 1975).